# 大久保忠豊
大久保 忠豊（おおくぼ ただとよ）は、戦国時代から安土桃山時代の武将。徳川家康の家臣。

## 生涯
永禄3年（1560年）石ヶ瀬の合戦、十八町畷の合戦で活躍。永禄6年（1563年）三河一向一揆蜂起の際には一門ともども上和田砦に籠もって一揆軍をしばしば撃退した。翌年の東三河平定の軍にも加わり、以後も掛川城の戦い、姉川の戦い、三方ヶ原の戦い、長篠の戦い、諏訪原城の戦い、高天神城の戦い、天正壬午の乱、小牧・長久手の戦いなどに参戦する。晩年は榊原康政の与力となった。